# Leptodermis tongchouanensis
Leptodermis tongchouanensis là một loài thực vật có hoa trong họ Thiến thảo. Loài này được H.Lév. mô tả khoa học đầu tiên năm 1915.